# AHL-1細胞
AHL-1（Armenian Hamster Lung-1）細胞是来源于正常雄性亚美尼亚灰仓鼠（Cricetulus migratorius）肺的细胞系，常用于肺的相关生理学研究。